# Aspidosperma discolor
Aspidosperma discolor är en oleanderväxtart som beskrevs av A. Dc.. Aspidosperma discolor ingår i släktet Aspidosperma och familjen oleanderväxter. Inga underarter finns listade i Catalogue of Life.